# Enubuj
Enubuj är en ö i Marshallöarna.   Den ligger i kommunen Kwajalein, i den västra delen av Marshallöarna, 400 km väster om huvudstaden Majuro. Arean är 0,32 kvadratkilometer.
Terrängen på Enubuj är mycket platt. Öns högsta punkt är 14 meter över havet. Den sträcker sig 0,9 kilometer i nord-sydlig riktning, och 1,5 kilometer i öst-västlig riktning.